# Wojciech Szczęsny
Wojciech Tomasz Szczęsny (Varšava, 18. travnja 1990.) poljski je nogometaš koji igra na poziciji golmana. Trenutačno igra za Barcelonu. 

## Igračka karijera
Szczęsny je počeo trenirati u Agrykoli iz Varšave kao mlad igrač, uskoro je trener golmana Legije iz Varšave Krzysztof Dowhań bio impresioniran mladim golmanom, te mu je omogućio da sudjeluje u trening kampu s prvom momčadi Legije u dobi od 15 godina, no pridružio im se poslije.
Godine 2006., Szczęsny se pridružio mladoj momčadi Arsenala, napreduje ka pričuvnom timu tijekom sezone 2008./09. U studenom 2008., zbog ozljede podlaktica morao je odmarati pet mjeseci. Na klupi prve momčadi po prvi put se pojavio na utakmici Premier lige protiv Stoke Cityja 24. svibnja 2009. Od 2009. do 2010. bio je na posudbi u Brentfordu gdje je odigrao 28 utakmica.
U kolovozu 2015., je Poljak ponovno otišao na posudbu. Ovog puta je destinacija bila A.S. Roma iz Italije. Arsenal F.C. ga je poslao na posudbu za jednu sezonu.
Dana 19. srpnja 2017. godine objavljeno je da je Szczęsny prešao iz Arsenala u Juventus za 11 milijuna eura te da je potpisao četverogodišnji ugovor s Talijanima.
Poljski nogometni izbornik objavio je u svibnju 2016. popis za nastup na Europskom prvenstvu u Francuskoj, na kojem je se nalazio Szczęsny.

## Vanjske poveznice
- Profil na Transfermarktu
- Profil na Soccerwayu